# Marta Kudelska
Marta Eliza Kudelska (ur. 20 czerwca 1959 w Krakowie) – polska filozof, zajmująca się filozofią indyjską, tłumaczka.

## Życiorys
Jest absolwentką V Liceum Ogólnokształcącego (1978) oraz studiów z indologii i filozofii na Uniwersytecie Jagiellońskim (1984). Po studiach rozpoczęła pracę na macierzystej uczelni. Tam w 1995 obroniła pracę doktorską Kosmologia Upaniszad napisaną pod kierunkiem Beaty Szymańskiej-Aleksandrowicz, w 2003 uzyskała na podstawie pracy Karman i Dharma. Wizje świata w filozoficznej myśli Indii stopień doktora habilitowanego. W 2011 otrzymała tytuł profesora nauk humanistycznych.
Jest kierownikiem Katedry Porównawczych Studiów Cywilizacji na Wydziale Filozoficznym UJ.
Przetłumaczyła na język polski Bhagawadgitę (1995) i Upaniszady (1998). 
Za tłumaczenie Bhagawadgity otrzymała nagrodę Stowarzyszenia Tłumaczy Polskich za 1995 rok w dziedzinie tłumaczeń literatury pięknej, za książkę Karman i Dharma. Wizje świata w filozoficznej myśli Indii została w 2004 nominowana do Nagrody im. Jana Długosza.